# فيليس هولتبي
فيليس هولتبي هي معلمة موسيقى وعازفة بيانو كندية، ولدت في 10 ديسمبر 1906 في وينيبيغ في كندا، وتوفيت في 21 مارس 1993.